# 아와시강

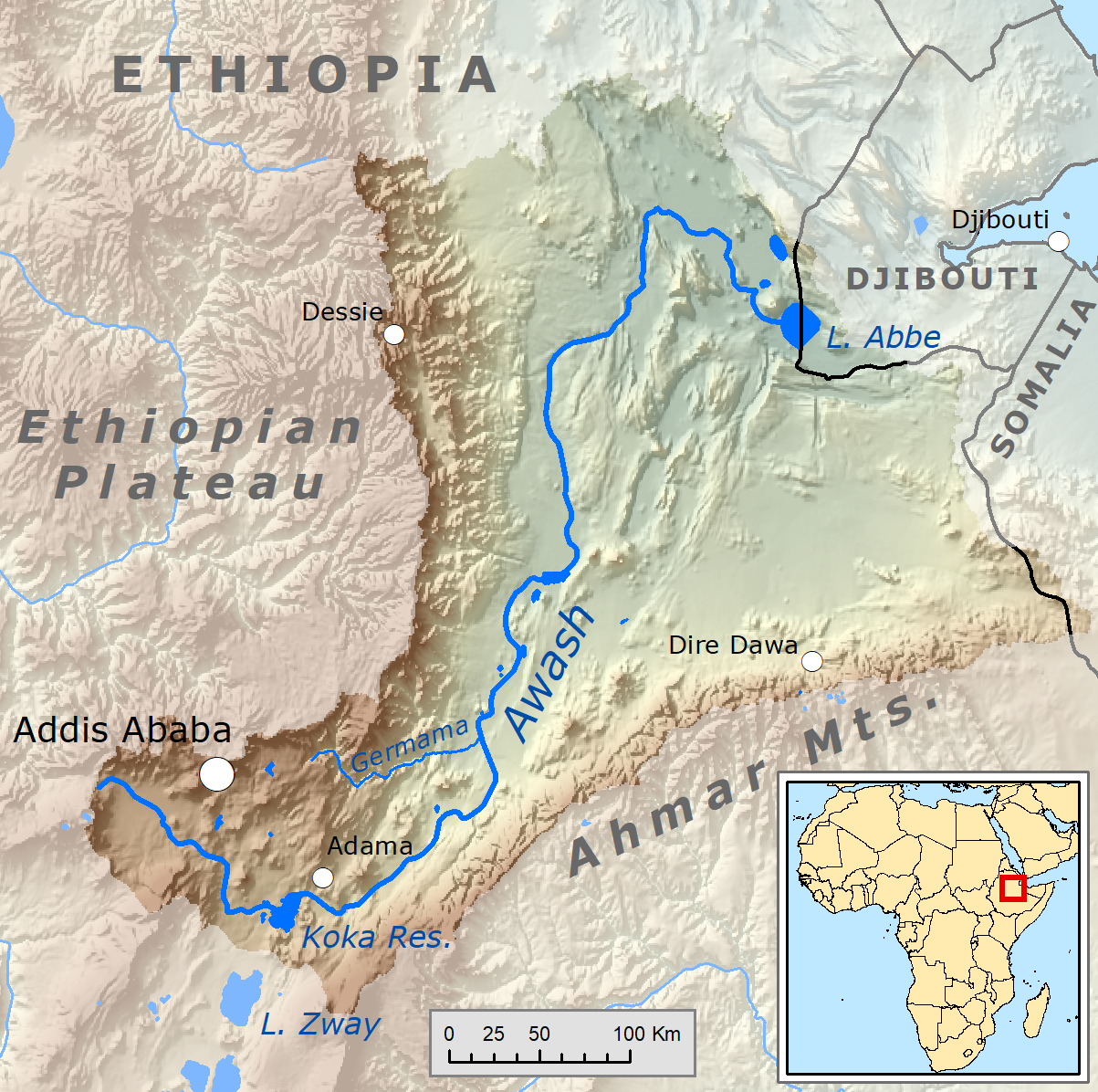
아와시강 유역

아와시강은 에티오피아의 주요 강이다. 유역 전체가 에티오피아 국경 내이며, 지부티와의 국경에 있는 아베호로 흘러든다. 아와시강 하류 유역은 유네스코 세계유산으로 지정되었다.

## 같이 보기
- 에티오피아의 세계유산